# دومامز (مغني)
مامادو بالدي (بالفرنسية: Mamadou Baldé)‏ المعروف في الوسط الفني باسم دومامز (بالفرنسية: Doomams)‏ وهو مغني راب سنغالي ولد في يوم 13 مارس 1983 في داكار، السنغال نشأ في فرنسا ويعيش حاليًا في فرنسا منذ صغره. وهو عضو في مجموعة الهيب هوب الفرنسية سكسيون داسوت.

## روابط خاريجية
لم يتم العثور على روابط لمواقع التواصل الاجتماعي.

- دومامز (مغني) على موقع ميوزك برينز (الإنجليزية)
- دومامز (مغني) على موقع ديسكوغز (الإنجليزية)